# Sphaeromatidae
Sphaeromatidae es una familia de isopodos.

## Géneros
- Agostodina Bruce, 1994
- Amphoroidea H. Milne-Edwards, 1840
- Amphoroidella Baker, 1908
- Anoplocopea Racovitza, 1908
- Apemosphaera Bruce, 1994
- Artopoles Barnard, 1920
- Botryias Richardson, 1910
- Caecocassidias Kussakin, 1967
- Caecosphaeroma Dollfus, 1896
- Calcipila Harrison & Holdich, 1984
- Campecopea Leach, 1814
- Cassidias Richardson, 1906
- Cassidina H. Milne-Edwards, 1840
- Cassidinella Whitelegge, 1901
- Cassidinidea Hansen, 1905
- Cassidinopsis Hansen, 1905
- Ceratocephalus Woodward, 1877
- Cerceis H. Milne Edwards, 1840
- Chitonopsis Whitelegge, 1902
- Chitonosphaera Kussakin & Malyutina, 1993
- Cilicaea Leach, 1818
- Cilicaeopsis Hansen, 1905
- Cliamenella Kussakin & Malyutina, 1987
- Clianella Boone, 1923
- Cymodetta Bowman & Kuhne, 1974
- Cymodoce Leach, 1814
- Cymodocella Pfeffer, 1887
- Cymodopsis Baker, 1926
- Discerceis Richardson, 1905
- Discidina Bruce, 1994
- Dynamene Leach, 1814
- Dynamenella Hansen, 1905
- Dynameniscus Richardson, 1905
- Dynamenoides Hurley & Jansen, 1977
- Dynamenopsis Baker, 1908
- Dynoides Barnard, 1914
- Eterocerceis Messana, 1990
- Exocerceis Baker, 1926
- Exosphaeroides Holdich & Harrison, 1983
- Exosphaeroma Stebbing, 1900
- Geocerceis Menzies & Glynn, 1968
- Gnorimosphaeroma Menzies, 1954
- Harrieta Kensley, 1987
- Haswellia Miers, 1884
- Hemisphaeroma Hansen, 1905
- Holotelson Richardson, 1909
- Ischyromene Racovitza, 1908
- Isocladus Miers, 1876
- Juletta Bruce, 1993B
- Kranosphaera Bruce, 1992
- Lekanesphaera Verhoeff, 1943
- Leptosphaeroma Hilgendorf, 1885
- Margueritta Bruce, 1993
- Maricoccus Poore, 1994
- Monolistra Gerstaecker, 1856
- Moruloidea Baker, 1908
- Naesicopea Stebbing, 1893
- Neonaesa Harrison & Holdich, 1982
- Neosphaeroma Baker, 1926
- Paracassidina Baker, 1911
- Paracassidinopsis Nobili, 1906
- Paracerceis Hansen, 1905
- Paracilicaea Stebbing, 1910
- Paradella Harrison and Holdich, 1982
- Paradynamene
- Paraimene Javed & Ahmed, 1988
- Paraleptosphaeroma Buss & Iverson, 1981
- Parasphaeroma Stebbing, 1902
- Paravireia Chilton, 1925
- Parisocladus  Barnard, 1914
- Pistorius Harrison & Holdich, 1982
- Platycerceis Baker, 1926
- Platynympha Harrison, 1984
- Platysphaera Holdich & Harrison, 1981
- Pseudocerceis Harrison & Holdich, 1982
- Pseudosphaeroma Chilton, 1909
- Ptyosphaera Holdich & Harrison, 1983
- Scutuloidea Chilton, 1883
- Sphaeramene Barnard, 1914
- Sphaeroma Bosc, 1802
- Sphaeromopsis Holdich & Jones, 1973
- Stathmos Barnard, 1940
- Striella Glynn, 1968
- Syncassidina Baker, 1928
- Thermosphaeroma Cole and Bane, 1978
- Tholozodium Eleftheriou, Holdich & Harrison, 1980
- Waiteolana Baker, 1926
- Zuzara Leach, 1818